# Rolls-Royce Phantom IV
De Rolls-Royce Phantom III werd reeds in 1946 vervangen door de Silver Wraith. De Phantom IV verscheen in 1950 en werd enkel aan staatshoofden en leden van regerende koninklijke families geleverd. Vandaar is het model, met achttien geproduceerde stuks, de meest exclusieve Rolls-Royce die ooit werd gebouwd. Een stuk bleef bij Rolls-Royce voor testdoeleinden.
De Phantom IV had een 5675 cc acht-in-lijnmotor en een manuele vierversnellingsbak die vanaf 1954 standaard automatisch was. Het model werd in 1956 beëindigd. Van de achttien gebouwde exemplaren bestaan er nog zestien. Sommige daarvan dienen nog steeds als staatsauto in onder andere het Verenigd Koninkrijk en Spanje, andere zijn in het bezit van privéverzamelaars.

## Bekende eigenaars
- Elizabeth II van het Verenigd Koninkrijk
- Generaal Francisco Franco van Spanje
- Sjah Mohammed Reza Pahlavi van Iran
- Prins Talal Al Saoud van Saoedi-Arabië

Huidige modellen:
Ghost ·
Spectre ·
Phantom VIII ·
Cullinan

Recente modellen:
Wraith ·
Dawn ·
Phantom VII · 
Silver Seraph ·
Corniche 2000 ·
Phantom Coupé ·
Phantom Drophead Coupé

Historische modellen na de Tweede Wereldoorlog:
Silver Wraith ·
Silver Dawn ·
Phantom IV ·
Phantom V ·
Phantom VI ·
Silver Cloud ·
Silver Shadow ·
Corniche I-IV ·
Silver Spirit/Silver Spur I-IV ·
Camargue

Historische modellen voor de Tweede Wereldoorlog:
10 HP ·
Silver Ghost ·
20/25/30 HP ·
Phantom I ·
Phantom II ·
Phantom III ·
Wraith

Conceptauto's:
100EX ·
101EX ·
200EX